# Carlos Cillóniz
Carlos Cillóniz (1 de julho de 1910 - 13 de outubro de 1987) foi um futebolista peruano. Ele competiu na Copa do Mundo FIFA de 1930, sediada no Uruguai, na qual a seleção de seu país terminou na décima colocação dentre os treze participantes.